# 신상옥·최은희 납치 사건
신상옥·최은희 납치 사건은 1978년부터 1986년까지 조선민주주의인민공화국에서 일어난 일련의 납치 사건이다.
신상옥은 대한민국의 유명 영화감독으로 같은 대한민국의 여배우인 최은희와 결혼했다. 이후 두 사람은  1960년대까지 많은 영화를 제작해 각종 영화제에서 대한민국의 위상을 인정받았다.
1978년 최은희 홍콩에서 납치 되어 조선민주주의인민공화국에 인도되었으며,신상옥의 납치는 6개월 뒤 이루어졌다.
신상옥은 3년간 수감된 뒤 최은희와 만났고, 두 사람은 김정일로부터 조선민주주의인민공화국의 영화산업을 세계적으로 인정받기 위한 영화를 만들어 달라는 지시를 받았다. 이후 조선민주주의인민공화국에서 많은 영화를 만든 후, 둘은 1986년 비엔나에 있는 동안 조선민주주의인민공화국의 감시를 피해 미국 대사관으로 탈출했다.

## 같이 보기
- 조선 영화
- 납북자
- 조선민주주의인민공화국의 지도자 관저